# Ulugurella longimana
Ulugurella longimana är en spindelart som beskrevs av Rudy Jocqué och Nikolaj Scharff 1986. Ulugurella longimana ingår i släktet Ulugurella och familjen täckvävarspindlar.
Artens utbredningsområde är Tanzania. Inga underarter finns listade i Catalogue of Life.